# Coevorden
Coevorden é um município da província de Drente, Países Baixos. Tem uma área de aproximadamente 300 quilômetros quadrados. Tinha, em 1 de janeiro de 2020, uma população de 35.297 habitantes, constituindo uma densidade populacional de 119 habitantes por quilômetro quadrado. Dessa população, 17.593 eram homens e 17.704 mulheres. O municiípio foi estabelecido em 1 de janeiro de 1998, devido à uma reorganização municipal. A área municipal consiste da cidade e antiga fortaleza de Coevorden, e vilas como Dalen, Sleen, Oosterhesselen, Zweelo, Aalden e Schoonoord.